# 박태환 (조정 선수)
박태환(1985년 3월 14일~)은 대한민국의 조정 선수이다.
광주체육고등학교와 인제대학교를 졸업했다. 2005년,  2006년 전국 조정 선수권 대회 싱글 스컬에서 1위를 차지했다.